# Conquenses ilustres
Conquenses ilustres es una obra del escritor español Fermín Caballero, publicada en cuatro tomos entre 1868 y 1875.

## Descripción
| «No busco lucro, ni crédito, con esta publicacion: regalaré la tirada entera, y me contentaré con que, los que no me conozcan, me tengan, al leerla, por amante de las glorias de mi patria» —Caballero, en el prólogo al primer tomo |

La obra, publicada en cuatro volúmenes que vieron la luz entre 1868 y 1875, recoge, en palabras del propio Fermín Caballero, «descarnados pero abundantes materiales», que no siguen «órden cronológico, ni alfabético, ni otro alguno preconcebido», sino que se fueron escribiendo según las circunstancias y la disponibilidad. Señala que cuando emprendió la confección de su obra, regiones como «Aragón, Valencia, Cataluña, Madrid, las provincias Vascongadas [... contaban] ya bibliotecas y diccionarios de sus varones insignes». Resume el propósito de la obra con las siguientes palabras del preámbulo al primer volumen, firmado en Barajas de Melo el 7 de julio de 1868:

«[...] las noticias especiales de cada hombre célebre, de todo escritor notable, si están recogidas con interés y criterio, son á los catálogos bibliográficos lo que las historias especiales de ciudades y de pueblos á la historia general del reino: los jalones y puntos fijos, que sirven de base á extensas descripciones: los actos concretos, en que, una vez depurados, se puede fundar la generalizacion, para establecer leyes comunes sobre la marcha de las sociedades. Es preciso ir de lo individual á lo general, de los hechos á la teoría, si se ha de andar, con paso seguro, por el camino del progreso»
Caballero, en el «Preámbulo» al primer tomo

Sobre el alcance del término «conquense», señala que en la obra se tiene por ello «no sólo al que en Cuenca haya venido al mundo, sino á los prohombres que en ella hayan tenido cargos y residencia, en que ganaron el renombre, que aún dura». Los contenidos se dividen entre tomos de la siguiente manera:
- tomo primero, de 1868, subtitulado «Abate Hervás»[8] y que versa sobre Lorenzo Hervás (1735-1809), polígrafo, lingüista y filólogo;
- tomo segundo, de 1871, subtitulado «Vida del Illmo. Sr. D. Fray Melchor Cano, del orden de Santo Domingo, obispo de Canarias, etc.»,[9] sobre Melchor Cano (1509-1560), fraile dominico, teólogo y filósofo;
- tomo tercero, de 1873, subtitulado «Noticias de la vida, cargos y escritos del doctor Alonso Díaz de Montalvo, magistrado insigne en los tres reinados de Juan II, Enrique IV y Reyes Católicos»,[10] sobre Alonso Díaz de Montalvo (1405-1499), jurista, y
- tomo cuarto, de 1875, subtitulado «Noticias biográficas y literarias de Alonso[a] y Juan de Valdés»,[11] sobre los hermanos Alfonso (f. 1532) y Juan de Valdés (f. 1541), humanistas y erasmistas.

Los tres primeros salieron de la madrileña imprenta del Colegio de Sordo-mudos y de Ciegos, mientras que el cuarto lo imprimió la Oficina Tipográfica del Hospicio de aquella misma capital. Garrido Gallego, en la entrada dedicada a Caballero en el Diccionario biográfico español, asegura que habría confeccionado un quinto volumen, con noticias de personajes como Constantino Ponce de la Fuente y la beata de Villar del Águila, que desapareció.